# Планета 51
«Планета 51» (англ. Planet 51) — мультфільм Хорхе Бланко. Сценарій мультфільму написав Джо Стіллман. Створенням мультфільму, вартістю 70 млн $, займалися мадридська компанія Ilion Animation Studios і британська Handmade Films. У листопаді 2007 року права на розповсюдження мультфільму придбала компанія New Line Cinema. Компанія Sony Pictures Worldwide запланувала випустити мультфільм у прокат за допомогою TriStar Pictures у другій половині 2009 року.

## Сюжет
Згідно з усіма сучасним фільмами та мультфільмами, інопланетяни прийдуть або вже приходили на Землю. А що, якщо земляни прийдуть на їхню планету?
Літальний апарат NASA проводить посадку на одній із віддалених планет галактики. З нього виходить астронавт, вважаючи, що він — перший, чия нога ступила на цю планету. Однак він виявляє, що вона населена маленькими зеленими чоловічками, які живуть у світі, що нагадує Сполучені Штати Америки 1950-х рр. Мешканці планети зустрічають астронавта з подивом і страхом, завдяки своїм фільмам, які представляють прибульців страшними монстрами з одним оком і можливістю перетворення місцевих жителів у зомбі.
Однак не всі так думають. Сміливий хлопчисько-абориген і його друзі рятують астронавта від злісних вчених і військових, встигаючи з ним подружитися. У відповідь вони отримують незабутній політ над своєю планетою на космічному кораблі астронавта і нового друга.

## У ролях
- Джастін Лонг — Лем, головний герой, хлопчик-підліток, житель Планети 51.
- Двейн Джонсон — капітан Чарльз «Чак» Т. Бейкер, астронавт NASA, прибулець із Землі.
- Джессіка Біл — Ніра, дівчина-підліток, у яку закоханий Лем.
- Шон Вільям Скот — Скіф, найкращий друг Лема, який працює у крамниці коміксів.
- Ґері Олдмен — Генерал Ґров, фанатично боїться іншопланетного вторгнення і переконаний, що Чак є злим прибульцем, що вміє управляти свідомістю, який перетворить мешканців планети у «зомбі-прибульців».
- Джон Кліз — Професор Кіпл, учений на Планеті 51, що прагне дослідити мозок Чака.
- Джеймс Корден — Солдат Вернкот.
- Метью Хорн — Солдат Весклін.

## Створення та випуск мультфільму
Створення мультфільму вартістю 60 млн $ було закінчено у червні 2009 року. Компанія Sony Pictures Worldwide мала намір випустити мультфільм 19 листопада 2009 через свій підрозділ TriStar Pictures. У листопаді 2007 року компанія New Line Cinema придбала права на розповсюдження мультфільму на території США. Коли ж у лютому 2008 року студія стала частиною компанії Warner Brothers, то в Warner Brothers захотіли випустити мультфільм улітку 2009 року, проте творці мультфільму наполягли на випуску мультфільму в листопаді.
Мультфільм був випущений компанією Sony Pictures Home Entertainment на Blu-ray та DVD 9 березня 2010 року.

## Саундтрек
Саундтрек-альбом для фільму був випущенений компанією Decca Label Group 10 листопада 2009 року (цифровий) і 17 листопада 2009 року (CD).
| #     | Назва                        | Виконавець                    | Тривалість |
| ----- | ---------------------------- | ----------------------------- | ---------- |
| 1.    | «Lollipop»                   | Sophie Green                  | 2:30       |
| 2.    | «Long Tall Sally»            | John Sloman                   | 2:10       |
| 3.    | «Tried To Save the World»    | Tom Cawte                     | 3:49       |
| 4.    | «Ding Ding a Boom Boom»      | Keith Murrell                 | 2:25       |
| 5.    | «Gonna Be a Star»            | Tom Cawte                     | 3:35       |
| 6.    | «Be Bop a Lula»              | Chris Cawte                   | 3:01       |
| 7.    | «Greased Lightnin'»          | Lance Ellington               | 3:10       |
| 8.    | «Unchained Melody»           | Keith Murrell                 | 3:37       |
| 9.    | «Mr. Sandman»                | Peter Gosling                 | 2:30       |
| 10.   | «Stick It to the Man»        | Tom Cawte                     | 3:29       |
| 11.   | «Space Oddity»               | Keith Murrell                 | 5:19       |
| 12.   | «Planet 51 Orchestral Suite» | London Metropolitan Orchestra | 7:19       |
| 42:54 |                              |                               |            |

## Цікаві факти
- Назва мультфільму — це посилання на легендарну «Зону 51» — секретну військову базу, на якій начебто зберігаються останки іншопланетного корабля, який зазнав аварії в Розуеллі в 1947 році. Також на планеті знаходиться секретний бункер «БАЗА № 9», де містяться іншопланетні (земні) кораблі — пародія на ту ж саму базу.
- У бункері секретної бази під спеціальним ковпаком перебуває радянський Супутник-2.
- У мультфільмі присутні безліч алюзій на фантастичні фільми про космос або прибульців: «Чужий», «Зоряні війни», «Війна світів» та інші.
- На планеті використовується антигравітаційний транспорт і лазерна зброя, при тому, що рівень її розвитку на рівні 50-х років Землі. Ретрофутуристичний стиль.
- На планеті, на відміну від Землі, йде не дощ із води, а дощ із каменів, що пояснюється наявністю поясу метеоритів на орбіті планети.
- Собаки на планеті зовнішнім виглядом пародіюють монстрів з фільму «Чужий», а також мочаться кислотою (у вищезгаданому фільмі властивості кислоти мала кров монстрів). На будці одного з них написана кличка — Ріплі.
- У мультфільмі можна почути пісню The Chordettes — Lollipop у виконанні Софі Грін. А також пісню Mr. Sandman у виконанні Пітера Гослінга.
- Робособака астронавта поведінкою нагадує WALL-E.
- У фільмі на 0.17.51 голова іншопланетного патруля знаходить довідник «Напад 50-ти футової жінки». Це відсилання до мультфільму «Монстри проти чужих» і до однойменного фільму.
- Коли герої у військовій зоні, можна побачити, що пустеля нагадує Радіатор Спрінгс з мультфільму Тачки.

- На відрізку часу 01.08.17 на касці інопланетянина можна побачити напис «Corn to mill» і символ Пацифік. Це явне відсилання до фільму Суцільнометалева оболонка, у якому на касці головного героя Жартівника був напис «Born to kill» і також значок хіпі.
- Космічний корабель «Одіссея» (назва є відсиланням на культовий фільм Кубрика), на якому прилетів астронавт, дуже нагадує космічний корабель «Союз». А коли астронавт здійснює посадку, звучить композиція Ріхарда Штрауса «Так казав Заратустра», що також є відсиланням до Космічної одіссеї 2001 року.
- На початку фільму є епізод, коли астронавт опиняється у візку іншопланетного листоноші на велосипеді і вони разом, стрибнувши з трампліну, пролітають на тлі місяця. Епізод обігрує аналогічний момент з фільму Стівена Спілберга Іншопланетянин.
- У мультфільмі можна помітити шоколадний батончик Твікс.
- Також у сцені гонитви солдатів за Ровером можна почути композицію Long Tall Sally, що прозвучала у фільмі Хижак.
- Планета 51 швидше за все є супутником газового гіганта, в одному з кадрів у мультфільмі на небозводі Планети 51 видна планета, схожа на Сатурн у Сонячній системі, також, у місцевому планетарії є планетна модель і їхньої зоряної системи в цілому.
- У титрах з'являється видозмінений постер, витриманий у стилі постерів фільмів про монстрів 1950-х.